# Napaeus pygmaeus
Napaeus pygmaeus is een slakkensoort uit de familie van de Enidae. De wetenschappelijke naam van de soort is voor het eerst geldig gepubliceerd in 1993 door Ibanez & Alonso.